# Panggungrejo (Kauman)
Panggungrejo is een bestuurslaag in het regentschap Tulungagung van de provincie Oost-Java, Indonesië. Panggungrejo telt 2922 inwoners (volkstelling 2010).